# Luciana Morales Mendoza
Luciana del Rocío Morales Mendoza (* 1. Januar 1987 in Lima) ist eine peruanische Schachspielerin.

## Leben
Ihr erster Schachtrainer in Lima war der Internationale Meister Mario Belli Pino. Trainiert wurde sie später von FM Garri Pacheco (der in Peru an derselben Universität wie sie studierte) und dem damaligen IM (inzwischen Großmeister) Georgui Castañeda.
Luciana Morales studierte Politikwissenschaften an der Universidad Nacional Mayor de San Marcos (UNMSM) in Lima, der ältesten Universität Südamerikas. Mit einem Schachstipendium studierte sie seit 2006 an der University of Texas in Brownsville Government und Communication. Nach ihrem Abschluss dortigen Abschluss 2011 nahm sie an der Universität in Brownsville ein Master-Studium in Public Policy und Management auf, das sie abschloss. 2019 erhielt sie die US-amerikanische Staatsbürgerschaft.

## Erfolge
2001 wurde sie peruanische Meisterin der weiblichen Jugend U14 und U16, 2002 gewann sie erneut die U16-Meisterschaft. Bei den peruanischen Frauenmeisterschaften im Oktober 2002 in Lima, im März 2003 in Callao und im März 2004 in Lima war sie jeweils Zweite hinter Karen Zapata. Im Mai 2003 gewann sie die panamerikanische Jugendmeisterschaft der Mädchen U20 in Botucatu, Brasilien (mit 4,5 Punkten aus 5 Partien und 1,5 Punkten Vorsprung) und U16 im Juli 2003 in Bogotá. Im September 2003 gewann sie das Zonenturnier in São Paulo mit 9 Punkten aus 10 Partien, qualifizierte sich damit für die Frauenweltmeisterschaft 2004 in Elista, schied aber dort in der ersten Runde mit 0,5:1,5 gegen Jekaterina Lagno aus. Im Juni 2005 gewann sie die panamerikanische Jugendmeisterschaft der Mädchen U18 in Balneário Camboriú. Im August 2006 konnte sie die peruanische U20-Meisterschaft der Mädchen in Lima gewinnen, im Oktober 2006 gewann sie in Trujillo die peruanische Meisterschaft der Studentinnen in der Mannschafts- und Einzelkonkurrenz, im Februar 2007 die südamerikanische Meisterschaft der Mädchen U20 in Matheu, Escobar (Partido), Argentinien.
Für die peruanische Frauennationalmannschaft nahm sie an zwei Schacholympiaden teil: 2002 und 2006 jeweils am zweiten Brett. Sie war außerdem für die Schacholympiade 2010 ebenfalls am zweiten Brett der peruanischen Frauenmannschaft nominiert worden, kam aber nicht zum Einsatz. Bei den Schacholympiaden 2006 in Turin und 2012 in Istanbul war sie darüber hinaus Mannschaftsleiterin der Peruanerinnen.
Im Jahre 2003 erhielt sie den Titel Internationaler Meister der Frauen (WIM). Sie wird bei der FIDE als inaktiv geführt, da sie seit dem im März 2013 in McAllen ausgetragenen Turnier 2013 SW Collegiate keine gewertete Partie mehr gespielt hat.